# Gare de Poissy
Ne doit pas être confondu avec Gare de Poissy-Grande-Ceinture.
La gare de Poissy est une gare ferroviaire française de la ligne de Paris-Saint-Lazare au Havre, située sur le territoire de la commune de Poissy, dans le département des Yvelines, en région Île-de-France.
Elle est mise en service en 1843 par la compagnie du chemin de fer de Paris à Rouen. C'est une gare de la Société nationale des chemins de fer français (SNCF), desservie par des trains de la ligne A du RER, dont elle est l'un des trois terminus occidentaux, et par des trains de la ligne J du Transilien.

## Situation ferroviaire
Après la mise en service en 1837 de la ligne de Paris au Pecq se pose la question de son prolongement. La commune de Poissy se trouve sur l'un des tracés proposées.
Établie à 27 mètres d'altitude, la gare de Poissy est située au point kilométrique (PK) 25,833 de la ligne de Paris-Saint-Lazare au Havre, entre les gares d'Achères - Grand-Cormier (s'intercale la gare fermée de Poissy-Quai-Talbot) et de Villennes-sur-Seine. 

## Histoire
La gare est inaugurée le 9 mai 1843 puis reconstruite dans les années 1870. Le bâtiment est détruit en 1987 pour faire place à l'actuelle gare. Depuis le 29 mai 1989, cette gare est la tête de ligne de l'une des trois branches occidentales de la ligne A du RER.
En 2023, selon les estimations de la SNCF, la fréquentation annuelle de la gare est de 11 878 444 voyageurs.

### Chantier Eole
Une phase de concertation se déroule entre le 12 juin 2017 et le 13 juillet 2017 concernant le réaménagement de la gare et de ses abords ; trois scénarios sont proposés, « socle », « intermédiaire » et « maximal », pour un budget estimé respectivement de 13,5 millions d’euros, 18 millions d’euros et 23,5 millions d’euros. Entre autres, ce réaménagement prévoit dans tous les cas une liaison piétonne avec la future station de la ligne 13 du tramway.
Le 18 août 2018, un nouveau pont-rail de 21 mètres de long et d'une masse de 57 tonnes est installé au-dessus de la D30,.

## Fréquentation
De 2015 à 2023, les estimations de la SNCF sont les suivantes :
| Année         | 2015       | 2016       | 2017       | 2018       | 2019       | 2020      | 2021      | 2022       | 2023       |
| ------------- | ---------- | ---------- | ---------- | ---------- | ---------- | --------- | --------- | ---------- | ---------- |
| Fréquentation | 10 598 535 | 10 764 545 | 10 895 097 | 10 810 112 | 10 787 497 | 5 232 942 | 7 308 400 | 11 163 637 | 11 878 444 |

## Parvis
Sur le parvis de la gare se trouve un buste de Georges Pompidou sculpté par Gudmar Olovson (sv), ainsi qu'une fontaine Wallace.

## Service des voyageurs

### Desserte
La gare est desservie par les trains de la ligne A du RER dont elle est le terminus de la branche A5. La gare est également desservie les trains de la ligne J du Transilien qui effectuent des missions entre Paris-Saint Lazare et Les Mureaux ou Mantes-la-Jolie. Exceptionnellement, en cas de travaux majeurs par exemple, les missions de la Ligne L du Transilien Nord, habituellement terminus en gares de Nanterre-Université ou Maisons-Laffitte, peuvent être prolongés jusqu'à Poissy.

### Fréquence de la desserte
La desserte de la gare par la ligne A du RER se compose ainsi, :
- du lundi au vendredi :
  - 5 trains par heure (soit 1 train toutes les 12 minutes) vers Boissy-Saint-Léger aux heures de pointe,
  - 3 trains par heure (soit 1 train toutes les 20 minutes) vers Torcy aux heures creuses,
  - 2 trains par heure (soit 1 train toutes les 30 minutes) vers Boissy-Saint-Léger en soirée,
- le week-end :
  - 3 trains par heure (soit 1 train toutes les 20 minutes) vers Marne-la-Vallée - Chessy, en journée.
  - 2 trains par heure (soit 1 train toutes les 30 minutes) vers Marne-la-Vallée - Chessy ou Torcy, en soirée.

La desserte de la gare par la ligne J du Transilien se compose ainsi,,, :
- durant les heures creuses :
  - 2 trains par heure (soit 1 train toutes les 30 minutes) vers Paris-Saint-Lazare et Mantes-la-Jolie, du lundi au vendredi,
  - 1 train par heure vers Paris-Saint-Lazare et Mantes-la-Jolie, du lundi au vendredi, en soirée,
- durant les heures de pointe :
  - 3 trains par heure (soit 1 train toutes les 20 minutes) vers Paris-Saint-Lazare du lundi au vendredi, le matin,
  - 3 trains par heure (soit 1 train toutes les 20 minutes) vers Les Mureaux du lundi au vendredi, en fin de journée,
  - En contrepointe, c'est-à-dire vers Paris-Saint-Lazare en fin de journée et Mantes-la-Jolie le matin, les horaires des heures creuses s'appliquent.
- le week-end :
  - 2 trains par heure (soit 1 train toutes les 30 minutes) vers Paris-Saint-Lazare et Mantes-la-Jolie, en journée,
  - 1 train par heure vers Paris-Saint-Lazare et Mantes-la-Jolie, en extrême soirée.

### Intermodalité
La gare est desservie par :
- les lignes 73, 87, 88A et 88B du réseau de bus du Mantois ;
- la ligne 1205 du réseau de bus Cergy-Pontoise Confluence ;
- les lignes 7804 et 7816 du réseau de bus Île-de-France Ouest ;
- la ligne 5314 du réseau de bus Centre et Sud Yvelines ;
- la ligne 8 du réseau de bus de Saint-Germain Boucles de Seine ;
- les lignes 1, 2, 3, 5, 10, 12, 24, 29, 30, 34, 40, 42, 43, 51, 52, 53, 55, 67, 68, 69, 71, 91, 92, 94, X409, Soirée Poissy et Soirée Carrières-sous-Poissy du réseau de bus de Poissy - Les Mureaux ;
- les lignes N151 et N155 du réseau Noctilien.

## Projets

### Tramway T13
Le projet de prolongement de 10 km et demi de la ligne de tramway T13, inaugurée en juillet 2022, est prévu entre Saint-Germain-en-Laye et Achères-Ville à l'horizon 2028. Cette extension comprendra quatre stations : Poissy Gambetta, Poissy RER (correspondance avec la gare de Poissy par liaison piétonne), Poissy ZAC et Achères-Ville RER.

### Ligne E du RER
À l'horizon 2026, la ligne E du RER, à l'occasion de son prolongement vers Mantes-la-Jolie, devrait desservir la gare de Poissy en remplacement de la ligne J.

### Réaménagement de la gare
Le projet de réaménagement de la gare  vise à moderniser et développer l'infrastructure pour répondre à l'augmentation du trafic et améliorer l'accès des voyageurs. Ce projet inclut la création de nouvelles voies, l'extension de la plateforme, ainsi que la mise en place de nouveaux équipements pour faciliter l'accessibilité et le confort des usagers. Le réaménagement comprend également la création d'un parvis repensé, de nouveaux commerces, ainsi qu'une meilleure connexion avec les transports en commun locaux, dans le but d'offrir un cadre plus fonctionnel et agréable pour les piétons et les usagers. Les travaux devraient débuter d'ici avril 2025.